# Bahnstrecke Elsterwerda–Elsterwerda-Biehla
| Streckennummer (DB): | 6192                    |                                  |                                  |
| Kursbuchstrecke (DB): | 225                     |                                  |                                  |
| Kursbuchstrecke: | 136c (1934) 163a (1946) |                                  |                                  |
| Streckenlänge: | 1,62 km                 |                                  |                                  |
| Spurweite: | 1435 mm (Normalspur)    |                                  |                                  |
| Streckenklasse: | D4                      |                                  |                                  |
| Stromsystem: | 15 kV 16,7 Hz ~         |                                  |                                  |
| Minimaler Radius: | 322 m                   |                                  |                                  |
| Streckengeschwindigkeit: | 50 km/h                 |                                  |                                  |
| |                         |                                  |                                  |
| \| \| \| von Dresden-Friedrichstadt \| \| \| \| \| von Abzw Zeithain Bogendreieck \| \| \| \| 0,00 \| Elsterwerda \| Elsterwerda \| \| \| \| nach Berlin Dresdener Bf \| \| \| \| \| von Roßlau (Elbe) \| \| \| \| 1,62 \| Elsterwerda-Biehla (Keilbahnhof) \| Elsterwerda-Biehla (Keilbahnhof) \| \| \| \| nach Węgliniec \| \| |                         |                                  |                                  |
| Strecke |                         | von Dresden-Friedrichstadt       | von Dresden-Friedrichstadt       |
| Abzweig geradeaus und von links |                         | von Abzw Zeithain Bogendreieck   | von Abzw Zeithain Bogendreieck   |
| Bahnhof | 0,00                    | Elsterwerda                      | Elsterwerda                      |
| Abzweig geradeaus und nach rechts |                         | nach Berlin Dresdener Bf         | nach Berlin Dresdener Bf         |
| Abzweig geradeaus und von links |                         | von Roßlau (Elbe)                | von Roßlau (Elbe)                |
| Bahnhof | 1,62                    | Elsterwerda-Biehla (Keilbahnhof) | Elsterwerda-Biehla (Keilbahnhof) |
| Strecke |                         | nach Węgliniec                   | nach Węgliniec                   |

Die Bahnstrecke Elsterwerda–Elsterwerda-Biehla ist eine 1,62 Kilometer lange, eingleisige, elektrifizierte Hauptbahn zwischen den Bahnhöfen Elsterwerda und Elsterwerda-Biehla auf dem Gebiet der Stadt Elsterwerda. Sie verbindet die Bahnstrecke Berlin–Dresden und die sie in der Nähe des Bahnhofs Elsterwerda-Biehla kreuzende Bahnstrecke Węgliniec–Roßlau. Auf ihr verkehren die Regionalbahnlinie RB 31 zwischen Dresden und Elsterwerda-Biehla sowie die Regionalexpress-Linie RE 13 zwischen Cottbus und Elsterwerda.

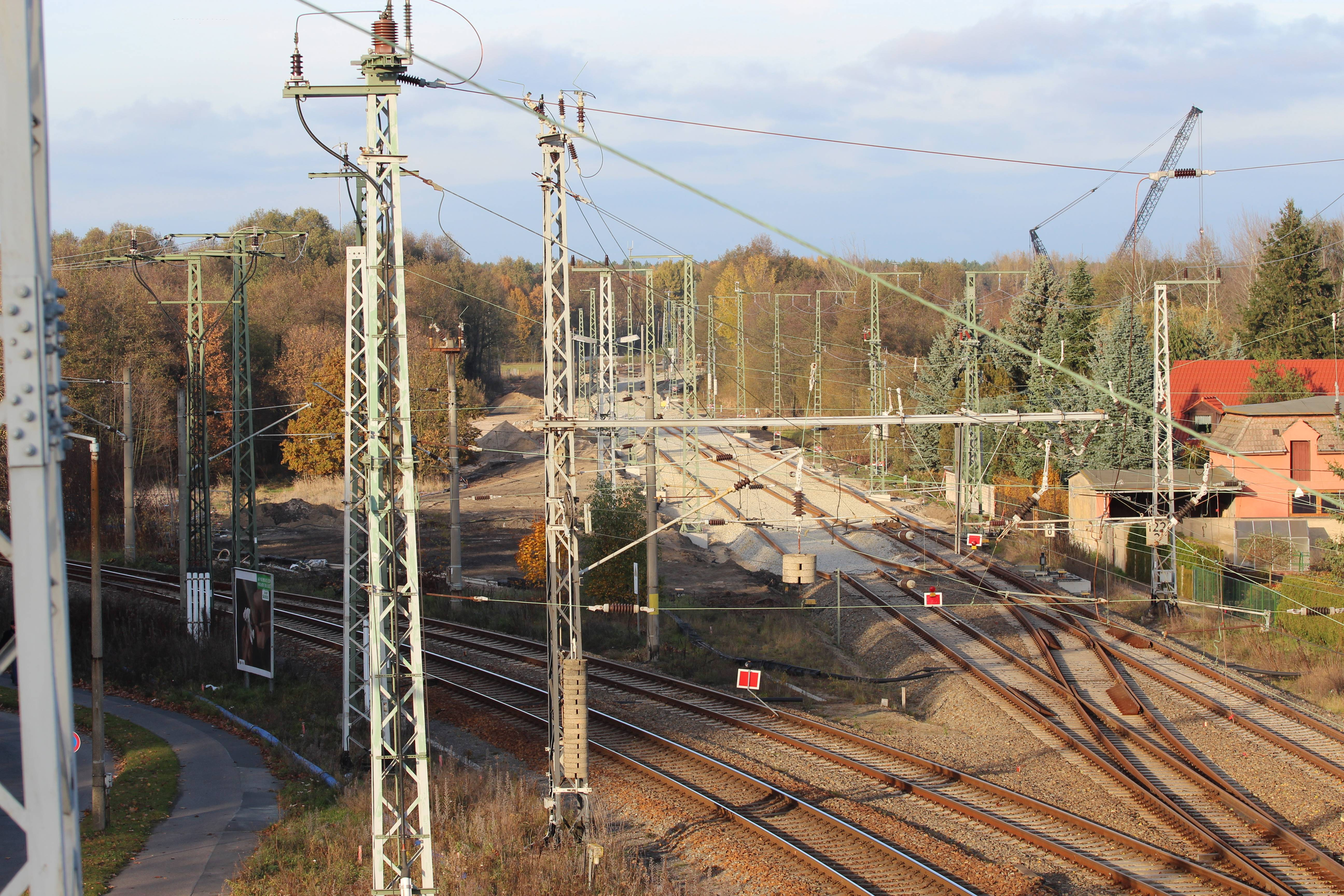
Die Bahnstrecke Elsterwerda–Elsterwerda-Biehla schert am Bahnhof Elsterwerda nach links aus der Bahnstrecke Berlin–Dresden (zum Aufnahmezeitpunkt wegen Bauarbeiten gesperrt) aus
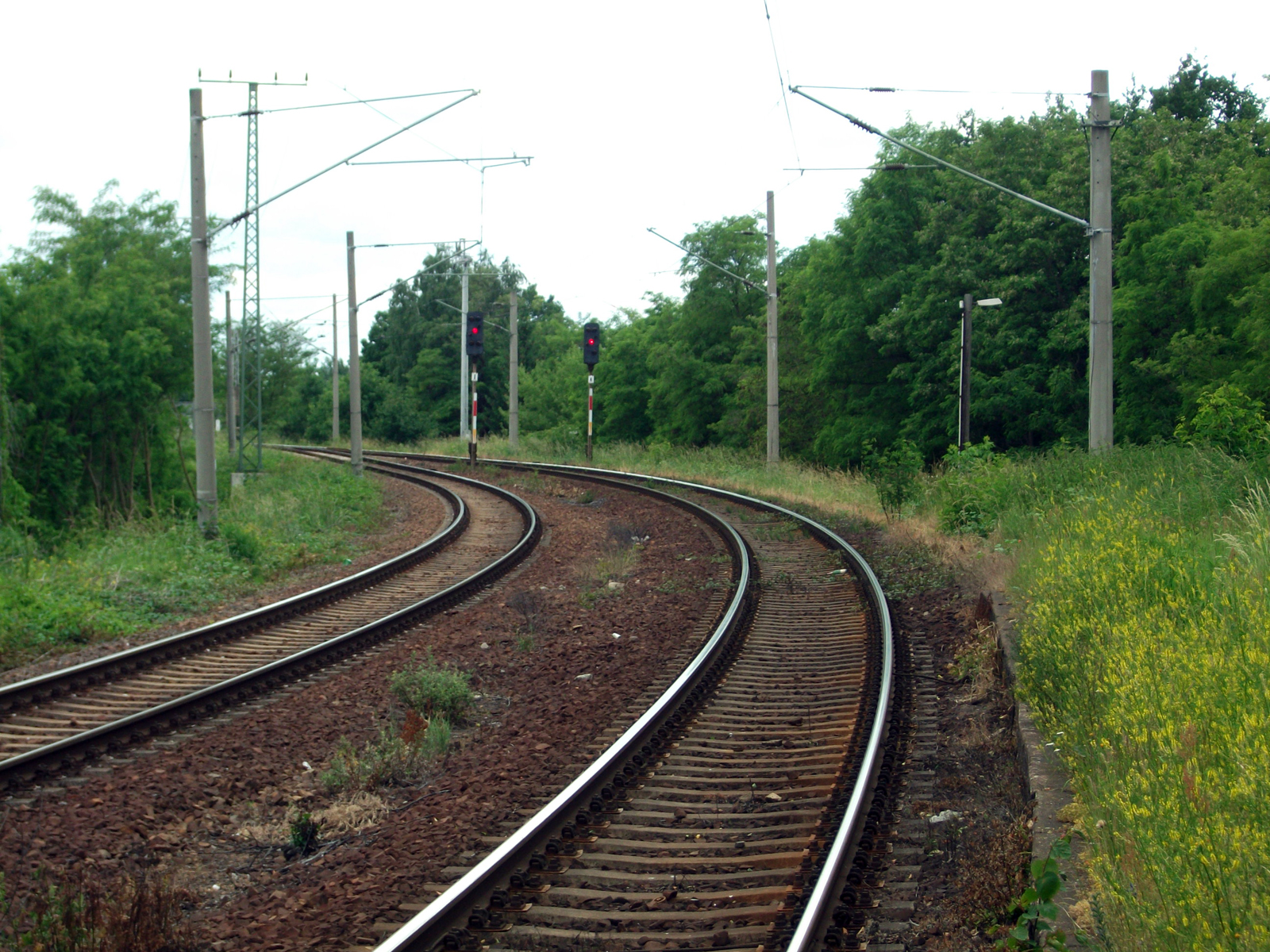
Die Bahnstrecke Elsterwerda–Elsterwerda-Biehla (fotografiert vom Bahnhof Elsterwerda-Biehla mit Blick Richtung Elsterwerda)
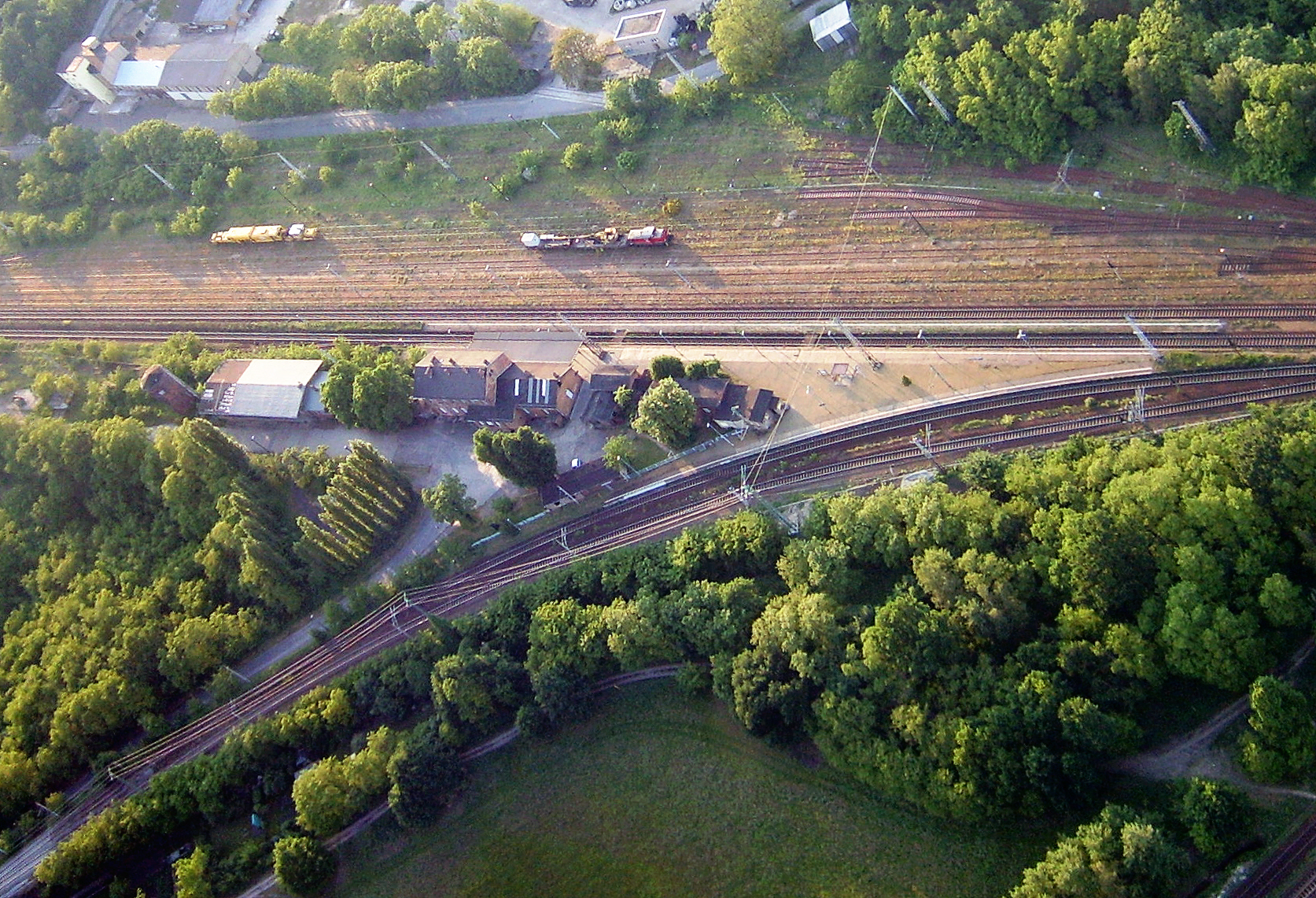
Die Bahnstrecke Elsterwerda–Elsterwerda-Biehla schert am Keilbahnhof Elsterwerda-Biehla nach links aus der Bahnstrecke Węgliniec–Roßlau aus
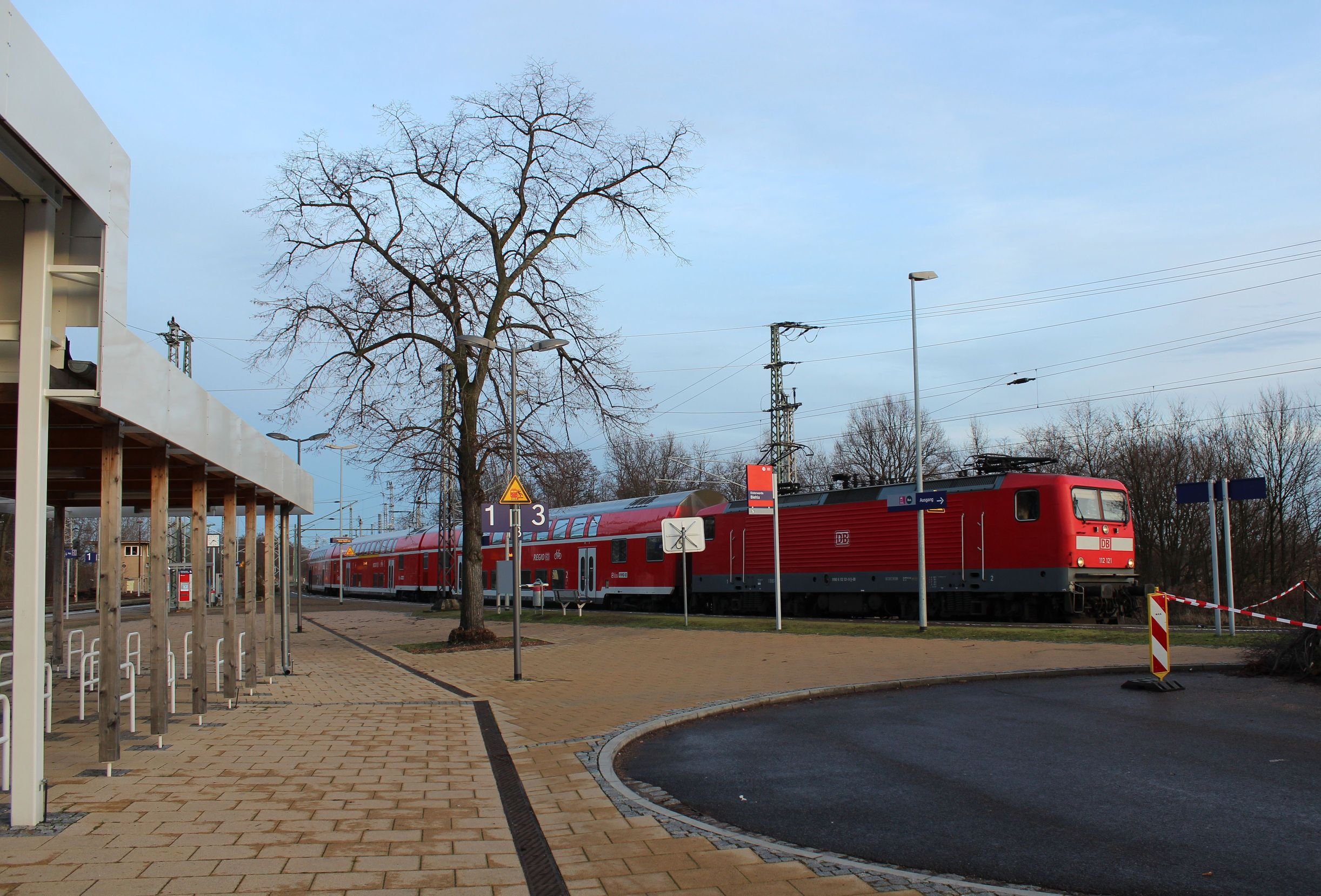
Ein Personenzug, gezogen von einer BR 112, zur Abfahrt bereit als RB 31 nach Dresden Hbf über die Bahnstrecke Elsterwerda–Elsterwerda-Biehla